# Diane Glancy
Diane Glancy (Kansas City, Missouri, 1941) és una escriptora nord-americana, mestissa de blanc i cherokee. Es graduà per diverses universitats i es caracteritza per un llenguatge realista que mostra una gran espiritualitat. És autora de Drystalks of the moon (1983), Iron woman (1990), Trigger dance (1990), Lone Dog's winter count (1991), Claming breath (1992), War cries (1997), Flutie (1998), Fuller man (1999), (Ado)ration (1999) i The closets of heaven (1999).